# نور الدين زرهوني
نور الدين يزيد زرهوني (1937 - 18 ديسمبر 2020)، سياسي وعسكري جزائري، من مواليد 1937 في تونس وأصله من مدينة ندرومة في تلمسان. ضمه عبد الحفيظ بوصوف إلى جهاز المخابرات الجزائرية مبكرا أثناء الثورة. وبعد الاستقلال عمل في قسم العمليات في الجهاز. وفي سنوات السبعينات شغل موقعا في قسم التحاليل والتوثيق في الجهاز نفسه. ثم غادره ليصبح واحدا من أقرب مساعدي العقيد قاصدي مرباح. وفي عام 1979 تولى زرهوني إدارة كافة أجهزة المخابرات لمدة ثلاث سنوات. ثم تم تعويضه عام 1982 من قبل العقيد محجوب لكحل عياط. والتحق زرهوني بالعمل الدبلوماسي، حيث عين سفيرا للجزائر في واشنطن، ثم في مكسيكو، ثم في طوكيو.
وأخيرا، ساند الرئيس الجزائري عبد العزيز بوتفليقة في حملته الانتخابية، فعينه وزيرا للداخلية في أول حكومة يشكلها. كما كلفه بتنظيم قمة رؤساء مؤتمر الوحدة الإفريقية بالجزائر.

## العمل الديبلوماسي
والتحق زرهوني بالعمل الدبلوماسي، حيث عين سفيرا للجزائر:
- في واشنطن
- ثم في مكسيكو
- ثم سفيرا فوق العادة مفوضا للجمهورية الجزائرية الديمقراطية الشعبية في طوكيو لدى إمبراطورية اليابان إلى غاية 31 ديسمبر 1991.[10]

## الوفاة
توفي يوم الجمعة 18 ديسمبر 2020 عن عمر ناهز 83 سنة.